# Чёрная (приток Речелги)
Чёрная — река в Свердловской области, приток реки Речелга. Длина реки 19 км. Впадает в Речелгу в 27 км от её устья по правому берегу. Истоки и большая часть течения в Талицком муниципальном округе, часть нижнего течения и устье в Пышминском муниципальном округе.

## Данные водного реестра
По данным государственного водного реестра России относится к Иртышскому бассейновому округу, речной бассейн — Иртыш, речной подбассейн — Тобол, водохозяйственный участок — Пышма от Белоярского гидроузла и до устья, без реки Рефт от истока до Рефтинского гидроузла.
Код объекта в государственном водном реестре — 14010502212111200007969.